# Солнечная лотерея
«Со́лнечная лотере́я» (англ. Solar Lottery) — научно-фантастический роман американского писателя-фантаста Филипа К. Дика, написанный в 1954 году и опубликованный в мае 1955 года издательством Ace Books. Это первый опубликованный роман Дика, содержащий темы использованные в его последующих поздних работах. В Великобритании книга была отредактирована и издавалась под названием «Мир шанса» (англ. World of Chance).
История повествует о человеке по имени Тед Бентли, который живёт в странном мире, где доминируют процентные соотношения и лотерея. Лотереи используются для выбора следующего лидера, а также нового убийцы (Ассасин), чья задача — попытаться убить лидера или «Мастера викторины». Каждый в обществе имеет возможность быть выбранным в качестве Лидера или Ассасина, так как в обществе царит настоящая демократия. Бентли неожиданно становится участником проекта по созданию Идеального Ассасина, пытающегося убить нового Мастера викторины, и он должен решить, что он собирается делать.

## Сюжет
Действие романа происходит в мире, где главенствует логика и цифры, свободно основана на численной военной стратегии, используемой американской и советской разведкой под названием минимакс (часть теории игр). Ведущий, глава мирового правительства, выбирается с помощью сложной компьютерной лотереи. Этот элемент рандомизации служит формой социального контроля, поскольку никто, по крайней мере теоретически, не имеет преимущества перед другими в своих шансах стать следующим Мастером викторины.
Общество развлекается телевизионным процессом отбора, в котором убийца (Ассасин) также (предположительно) выбирается случайным образом. Противодействуя и подавляя угрозы своей жизни, лидер использует телепатических телохранителей, при этом он находится в почтении и уважении народа. Если лидер вдруг умрёт, новый мастер викторины, а также другой ассасин, снова выбираются случайным образом. Мастера викторины занимали должность в течение разного промежутка времени: от нескольких минут до нескольких лет. Таким образом, средняя продолжительность жизни составляет порядка двух недель.
Роман повествует о Теде Бентли, молодого рабочего-идеалиста, который недоволен своим положением в жизни. Бентли пытается устроиться на работу в престижный офис Мастера викторины по имени Риз Веррик. Однако Риза только что отстранили от должности, а Бентли обманом заставили принести нерушимую клятву личной верности бывшему мировому лидеру. Затем Веррик даёт понять, что миссия его организации состоит в том, чтобы убить нового Мастера викторины, Леона Картрайта, в самом ожидаемом в мире «соревновании».
Чтобы сокрушить телепатическую сеть безопасности, защищающую Картрайта, Веррик и его команда изобрели андроида по имени Кит Пеллиг, в которого поочередно внедряются различные умы добровольцев с целью взлома любой устойчивой телепатической блокировки ассасина. Картрайт в конечном счёте убивает Веррика, а Бентли, к своему собственному удивлению, становится следующим Мастером викторины.
Вторая сюжетная линия повествует о команде последователей Леона Картрайта, которые путешествуют в дальние уголки Солнечной системы в поисках таинственной культовой фигуры по имени Джон Престон, который через 150 лет после своего исчезновения, как некоторые считают, каким-то образом жив до сих пор и обитает на легендарной десятой планете, известной как «Пламенный диск».

## История публикации
Дик завершил свою первую работу «Солнечная лотерея» в марте 1954 года. В декабре по просьбе редактора издательства Ace Books Дональда Уоллхейма он завершил второй вариант романа, вырезав шесть абзацев, общим объёмом в десять тысяч слов и добавив, возможно, семь тысяч. Однако книга была продана издателю в Великобритании, где она появилась как «Мир шанса»: эта версия романа включает вырезанные отрывки. Но весь текст этой версии был сильно переписан, с полным исключением прилагательных.
Когда в мае 1955 года «Солнечная лотерея» была впервые опубликована в США издательством Ace Books как половина Ace Double D-103 в формате dos-à-dos, она была связана с романом Ли Брэкетта «Большой прыжок». Издание Ace Double занимало 131 страниц. В 1959 году издательство Ace Books опубликовало роман уже в стандартном формате на 188 страниц. Его переиздание 1968 года, в которой также насчитывается 188 страниц, было помечено, тем самым вводя в заблуждение ввиду существования издания Великобритании, «полным и без сокращений».

## Отзывы
Рецензируя книги формата Ace Double Энтони Бучер похвалил роман, отметив, что «Солнечная лотерея» «построена с деталями Хайнлайна и сатирой Корнблата». Заявляя, что Дик создал «странное, в высшей степени убедительное и самосогласованное общество будущего», он в то же время обвинил роман лишь только в том, что «тенденция, в обоих её красиво контрастных сюжетах, в конце концов исчезла».
Делая обзор на переиздание 1977 года, Роберт Силверберг отметил, что окончательное откровение романа «с нетерпением ждет цинизма радикализованного Дика 1960-х годов».
Роман «Солнечная лотерея» Филипа К. Дика предлагает необычный взгляд на общество, где судьба каждого человека определяется случайностью. В реальной жизни участие в лотерее — это увлекательное занятие, которое дарит шанс на крупный выигрыш, однако делать лотерею основой общественного устройства — абсурдно и опасно. Роман показывает, как вера в удачу заменяет логику и науку, приводя общество к деградации.